# Paul Bouvy de Schorrenberg
Paul Bouvy o Bouvij de Schor(r)enberg (Amsterdam, Països Baixos, 5 de gener de 1807-Barcelona, 9 d'abril de 1868) Enginyer.

## Biografia
Va ser oficial de l'exèrcit neerlandès durant la campanya militar de 1830 que dugué a la independència de Bèlgica. Assetjat a la ciutat d'Anvers durant sis mesos, arribà a la conclusió que compartia els ideals de l'exèrcit contrari. Per això va decidir passar-se a l'altre bàndol, i ho va fer en ple dia, sota una pluja de bales, perquè ningú pogués acusar-lo de covardia.
A Bèlgica va entrar a l'Escola de Mines de Lieja on va obtenir el títol d'enginyer. El 1835 viatjà a Barcelona i, contractat per la Companyia Catalana de Navegació, s'establí a Mallorca el 1835 on va dirigir, amb el seu amic Paulin Vernière, una mina de lignit a Binissalem. Entre 1851 i 1859 descobrí altres mines a Selva, cercant carbó per les màquines de vapor. Va escriure uns articles sobre el terratrèmol de 1851 que va fer bastant de mal a l'illa També publicà escrits sobre geologia entre els quals hi ha: Reseña geognóstica de la isla de Mallorca (1852) i Ensayo de una descripción geológica de la isla de Mallorca (1867). Amb Vernière compraren una mina de coure al Montseny.
El 1856, publicà Programa de un camino de hierro de tercera clase entre Palma, Inca, Manacor y Felanitx que proposava la construcció d'un ferrocarril de via estreta, que amb 105 km de via havia de connectar els centres de població principals de l'illa però els costos haguessin estat i amb el clima polític d'aquells temps no arriba a fer-se realitat.

## Bouvy com enginyer
Va ser l'autor, per encàrrec de l'Ajuntament de Palma, del primer informe sobre la canalització d'aigua potable a la ciutat i va dirigir (1835) les obres del Túnel d'en Bouvy, una conducció subterrània per millorar l'arribada de l'aigua de la Font de la Vila a la ciutat, una obra declarada Bé d'Interès Cultural el 2007. Com a president de la secció de ciències de l'Ateneu Balear (1862-1864), era un ferm defensor de la demolició de les murades de Palma.
El 1847 va fer el primer sondeig del qual es té constància a Mallorca. Però sobretot, Paul Bouvy va deixar la seva empremta a Mallorca quan va dur a terme, al costat de l'enginyer francès Paulin Vernière, el drenatge del Pla de Sant Jordi, aleshores un pantà ple de moscards, el 1845, aprofitant, per primera vegada a l'illa, els molins de vent per a l'extracció d'aigua, que de llavors ençà han passat a ser molt presents en el paisatge mallorquí. Avui encara es poden veure els canals que duen l'aigua fins al mar a Can Pastilla. També intentà la dessecació de l'Albufera d'Alcúdia, però no reeixí per manca de capitals. A la Costera (Sóller) va ser l'impulsor d'una foneria per extreure coure, la qual però no es va acabar de construir.
Va ser un els fundadors de l'Ateneu Balear i en va ser el president de la secció de ciències naturals i exactes. En aquell àmbit impartí lliçons de geologia i presentà diverses memòries (sobre un nou mètode d'anàlisi química, sobre l'aprofitament i l'abastament d'aigua potable a Palma, sobre els pous d'aigües subterrànies i sobre la canalització d'aigua per abastar la ciutat).
Una mica abans de la seva mort, va traduir Die Insel Mallorca de Hermann Alexander Pagenstecher, metge i naturalista que va fer un recorregut de l'illa acompanyat per Robert Wilhelm Bunsen, químic i inventor de l'encenedor bunsen que porta el seu nom. Es casà amb Francesca Mendivil el 1838 i després de la seva mort es va casar per segona vegada amb la seva germana. Va morir a Barcelona, on s'havia traslladat per realitzar l'estudi minerològic del Montseny, el 1867. Molts carrers a l'illa porten el seu nom, sempre amb l'ortografia de Bouvy (i no Bouvij) que al final fins i tot ell va adoptar.

## Obres
- Notice sur le tremblement de terrenys du 15 mai 1851 de l'île de Majorque. Bulletin de la Société Géologique de la France (1853) p. 359-364.
- Sobre el terremoto ocurrido en la isla de Mallorca el 15 de mayo último (1851). Revista Minera 2, 26 (1851) p. 375-378.
- Continuación de los apuntes sobre los terremotos de la isla de Mallorca. Revista Minera 2, 32 (1851) 556-563.
- Reseña geognóstica de la isla de Mallorca (1852)
- Programa de un camino de hierro de tercera clase entre Palma, Inca, Manacor y Felanitx. Palma, 1856.
- Informe sobre la canalizacion y distribución de agua de la ciudad de Palma. Impremta de Joan Colomar, 1867. .
- Ensayo de una descripcion geologica de la isla de Mallorca comparada con las islas y el litaral de la cuenca occidental del Mediterráneo. Imprenta de Guasp y Vicens: Palma,1876.